# Flipper (serie televisiva)
Flipper è una serie televisiva andata in onda dal 1964 al 1967, creata da Jack Cowden e Ricou Browning. Ric O'Barry (in seguito divenuto un ecologista, impegnato contro la cattura dei delfini) è stato l'addestratore dei cinque delfini usati nelle riprese.
È stata tratta dal film Il mio amico delfino del 1963.

## Trama

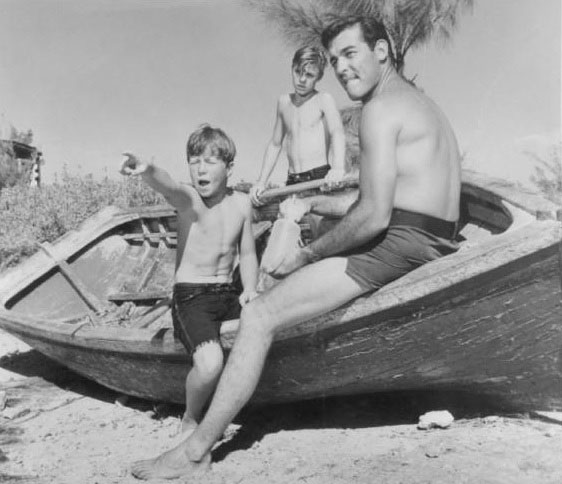
Tommy Norden, Luke Halpin e Brian Kelly.

Porter Ricks, giovane guardia dell'immaginario Coral Key Park & Marine Preserve nel sud della Florida, vive con i figli Sandy e Bud che hanno un delfino domestico di nome Flipper. L'animale ha più di venti anni, ma aiuta la guardia e i suoi figli a proteggere la riserva, soccorrendo inoltre i personaggi in caso di necessità. Sandy aiuta talvolta il padre nel suo lavoro, mentre il figlio minore Bud finisce spesso nei guai, venendo salvato dal delfino.
Tra gli altri personaggi Hap Corman è un anziano marinaio e carpentiere che compare nella prima stagione, mentre Ulla Norstrand è una scienziata che collabora con Porter nella gestione della riserva. Nella serie compare anche un pellicano di nome Pete, anch'esso animale domestico di Sandy e Bud.

## Personaggi
- Flipper, un delfino addomesticato dotato di grande intelligenza.
- Porter Ricks, interpretato da Brian Kelly, padre vedovo e guardiano di una riserva. Ripreso dal film, in cui era un pescatore e aveva un unico figlio, Sandy.
- Sandy Ricks, interpretato da Luke Halpin, figlio maggiore di Porter, ha 15 anni.
- Bud Ricks, interpretato da Tommy Norden, figlio di Porter, ha 10 anni.
- Hap Corman, interpretato da Andy Devine, (ricorrente, 1ª stagione).
- Ulla Norstrand, interpretata da Ulla Stromstedt, (ricorrente, 2ª stagione).

## Produzione e luoghi delle riprese
La serie è stata prodotta da Ivan Tors Films in collaborazione con il Miami Seaquarium e girata a Miami, negli Ivan Tors Studios. La casa della famiglia Ricks è stata usata successivamente nella serie L'orso Ben, che aveva lo stesso produttore.

### Registi
Tra i registi sono accreditati:
- Ricou Browning in 37 episodi (1964-1967)
- Stanley Z. Cherry in 8 episodi (1965)
- Joseph Gannon in 8 episodi (1966-1967)

### Sceneggiatori
Tra gli sceneggiatori sono accreditati:
- Maria Little in 39 episodi (1965-1967)
- Jack Cowden in 34 episodi (1964-1966)
- Ricou Browning in 33 episodi (1964-1967)
- James Buxbaum in 15 episodi (1965-1967)

## Episodi
| Stagione         | Episodi | Prima TV originale | Prima TV Italia |
| ---------------- | ------- | ------------------ | --------------- |
| Prima stagione   | 30      | 1964-1965          |                 |
| Seconda stagione | 30      | 1965-1966          |                 |
| Terza stagione   | 28      | 1966-1967          |                 |

## Curiosità
Nell'adattamento dal film alla serie televisiva i produttori dotarono il delfino di un innaturale grado di intelligenza e la serie potrebbe essere considerata come un "Lassie acquatico". Nella finzione Flipper è capace difatti di capire il linguaggio umano e di comunicare a gesti con gli uomini.
In televisione Flipper è stato interpretato da un delfino femmina chiamato Suzy, cui successero altri delfini, sempre di sesso femminile, chiamati Patty e Cathy. Quest'ultimo è morto dopo la chiusura della serie e Ric O'Barry, interpretando il fatto come un suicidio, ha interrotto da allora il suo lavoro di addestratore.
Furono scelti delfini di sesso femminile perché più docili dei maschi e prive di cicatrici e di altri segni che i maschi si procuravano lottando tra loro. Un delfino maschio di nome Clown è stato usato per le scene in cui Flipper nuotava dritto sulla coda.
Il celebre verso di Flipper era basato su quello di un dacelo.

## Remake
Nel 1995 è stato realizzato un remake della serie in cui Bud Ricks è un ricercatore in Florida. In questa serie, Le nuove avventure di Flipper, Flipper è uno dei delfini con cui lavora il Dr. Ricks.